# رود کهمان
رود کَهمان یکی از رودهای باختر ایران است. این رود از بلندی‌های برف‌گیر رشته کوه گرین واقع در شمال استان لرستان سرچشمه گرفته و پس از گذر از دره ای به همین نام (دره کهمان) وارد دشت الشتر شده و روستاها و مزارع واقع در مسیر خود را سیراب می‌سازد. رود کهمان منبع اصلی تأمین آب کشاورزی در دشت الشتر است و عبور آن از دره کهمان سبب ایجاد منطقه ای زیبا و سرسبز در شمال شهرستان سلسله شده که در فصول مختلف سال گردشگران زیادی را به سوی خود جذب می‌کند.
دره کهمان مربوط به دوران پیش از تاریخ ایران باستان است و در محدوده شمال شرقی شهرستان سلسله (در نزدیکی الشتر) واقع شده است. این اثر در تاریخ ۱۸ اردیبهشت ماه ۱۳۸۰ با شماره ثبت ۳۷۵۵ به عنوان یکی از آثار ملی ایران به ثبت رسیده است.

## واژه شناسی
نام گذاری منطقه کهمان به دوره های باستان باز می گردد که در آن پادشاهان و کیانیانی در بطنش به تفرج و خوشگذرانی می پرداخته اند. کهمان برگرفته از واژه «کی امان» به معنای (امانگاه کیان - مامن پادشاه) است. کهمان در زبان محلی (لکی)، «کیه مو» خوانده می شود.
در جایی دیگر آمده است که: واژه کهمان احتمالاً از ترکیب دو واژه (لکی و فارسی پهلوی) «کی» به معنای پادشاه و «مان» به معنای آمدن که در کل به معنای جایی است که پادشاهان به آنجا می آیند، ایجاد شده است.

## سر چشمه
سرچشمه ابتدایی رودخانه کهمان چشمه تخت شاه و چشمه‌های اطراف آن می‌باشد که پس از جاری شدن در درون درهٔ کهمان آب چشمه سراب خاصو و دیگر چشمه‌های دیگر به آن پیوسته و رودخانه کهمان را تشکیل می‌دهد این رودخانه زیستگاه ماهی قزل آلای رنگین کمان نیز می‌باشد. در کنار این رودخانه درختان کهنسال گردو و بید رشد کرده‌اند علاوه بر این درختان در این دره درختان گردو، آلو، به، گلابی، زالزالک و تمشک، پسته وحشی و بلوط به صورت خودرو وجود دارد. همچنین زمینهای کشاورزی زیادی در این دره به کشت انواع محصولات کشاورزی به خصوص خیار اختصاص یافته‌است. قطر بعضی از درختان گردوی این دره به چندین متر می‌رسد و از نظر آب و هوایی خنک‌ترین منطقه آب و هوایی استان در ایام تابستان است.